# Ksanti (gmina)
Ksanti (gr. Δήμος Ξάνθης, Dimos Ksantis) – gmina w Grecji, w administracji zdecentralizowanej Macedonia-Tracja, w regionie Macedonia Wschodnia i Tracja, w jednostce regionalnej Ksanti. W 2011 roku liczyła 65 133 mieszkańców. Powstała 1 stycznia 2011 roku w wyniku połączenia dotychczasowych gmin Ksanti i Stawrupoli. Siedzibą gminy jest Ksanti.